# Banda V
A banda V do espectro eletromagnético das micro-ondas varia de 50 a 75 GHz. A banda V não é muito utilizada, exceto para pesquisa de radar de ondas milimétricas e outros tipos de pesquisas científicas.
A banda V também é usada para sistemas terrestres de alta capacidade de comunicações de ondas milimétricas. Nos Estados Unidos, a Comissão Federal de Comunicações Alocou a banda de freqüências 57-64 GHz para sistemas sem fio sem licença. Estes sistemas são utilizados principalmente para alta capacidade, de curta distância (1 km) de comunicação.
Além disso, as freqüências de 70, 80 e 90 GHz foram alocadas como bandas de comunicação multi-gigabit wireless. Todos os links de comunicação na banda V requerem linha de visão desobstruída entre o ponto de transmissão e o ponto de recepção, e o efeito de desvanecimento por chuva deve ser levado em consideração quando executar análise do orçamento da conexão.

## Aplicações
Em 15 de dezembro de 1995 a banda V de 60 GHz foi utilizada para realizar a primeira intercomunicação entre satélites em uma constelação. Esta comunicação foi entre os satélites militares americanos Milstar 1 e  Milstar 2 

## Outras bandas de Micro-ondas
O espectro de micro-ondas é geralmente definida como a energia eletromagnética que varia de freqüência de cerca de 1 GHz a 100 GHz. As aplicações mais comuns estão dentro da faixa de 1 ate 40 GHz. As bandas de freqüência de micro-ondas, assim como definidas pela Sociedade de Radio da Grã-Bretanha (RSGB), são mostradas na tabela abaixo:
| Banda L | 1 ate 2 GHz     |
| Banda S | 2 ate 4 GHz     |
| Banda C | 4 ate 8 GHz     |
| Banda X | 8 ate 12 GHz    |
| Ku band | 12 ate 18 GHz   |
| Banda K | 18 ate 26.5 GHz |
| Ka band | 26.5 ate 40 GHz |
| Banda Q | 30 ate 50 GHz   |
| Banda U | 40 ate 60 GHz   |
| Banda V | 50 ate 75 GHz   |
| Banda E | 60 ate 90 GHz   |
| Banda W | 75 ate 110 GHz  |
| Banda F | 90 ate 140 GHz  |
| Banda D | 110 ate 170 GHz |

## Referencias
1. ↑  FCC Rules, Part 15.255
2. ↑  «Milstar II at Boeing Integrated Defense Systems»